# Jorge Jozami
Jorge Jozami (La Banda, Provincia de Santiago del Estero, Argentina, 	3 de mayo de 1925 - 11 de diciembre de 2005) fue un médico argentino. Sus estudios primarios los realizó en las escuelas nacionales 446 y Mariano Moreno y los secundarios en el Colegio Nacional "Absalón Rojas". Se graduó como Médico Cirujano en la Universidad Nacional del Litoral en el año 1954. Se desempeñó como presidente del Centro del Estudiantes de Ciencias Médicas y Secretario General del Partido Reformista.

## Función pública
De regreso a su provincia de origen se desempeñó en importantes cargos de la función pública:
- 1958: director de Medicina Social del Ministerio de Salud Pública y Asistencia Social de Santiago del Estero.
- 1959: director general de Medicina Social.
- 1960 - 1961: subsecretario de Salud Pública provincial.
- 1962: ministro de Salud Pública de Santiago del Estero.
- 1967: vicepresidente del Colegio de Médicos de Santiago.
- 1977: Subsecretario de Salud Pública y ministro de Bienestar Social para completar el período de Federico Lannes, quien había renunciado.

## Función social
- 1959: Vicepresidente del Club Ciclista Olímpico de La Banda.
- 1959–1961: Presidente de la Sociedad Sirio Libanesa y presidente de la Federación Santiagueña de Básquet.

## Logros profesionales
Recibió una beca de la Organización Mundial de la Salud durante cuatro meses en la Ciudad Universitaria de Caracas (Venezuela). También dictó conferencias en la Sociedad de Obstetricia y Ginecología de Santiago del Estero.
Participó de numerosos simposios nacionales e internacionales, además de haber integrado la titularidad de numerosos congresos hechos en el país y en el mundo. Fue creador del primer sanatorio con que contó (aún continua) La Banda, el Sanatorio Jozami.